# Jasiek-Ptasiek
Jasiek-Ptasiek (niem. Vogelhannes) – postać legendarna, duch mieszkający pod Ptasią Górą (obecnie Smolna w lesie Pokrzywno za Polanicą-Zdrojem).
Legenda o nim jest ciekawym przejawem kultury ludowej. Jasiek-Ptasiek za życia nazywał się Johann Schmiedt i był piwowarem, który w II połowie XVII w. dzierżawił Tawernę, kłodzką winiarnię z tradycjami od 1418 r. (dziś w tym miejscu na kłodzkim Rynku mieści się bank). Strasznie klął i oszukiwał, aż gdy kiedyś nawymyślał pewnej wdowie, spotkała go kara boska: dostał apopleksji i umarł. Straszył potem okropnie w Tawernie, lecz gdy otworzono trumnę, okazało się, że ciało zniknęło.
Za sto guldenów obiecanych przez rajców, kat kłodzki złapał Jaśka do skórzanego wora i wyniósł do lasu Pokrzywno. Od tego czasu Jasiek, zawsze skory do psot, grasował strasząc przechodzących ludzi i myląc drogę zabłąkanym wędrowcom, przede wszystkim między Ptasią Górą i Łomnicką Równią. Powstało wiele legend o różnych jego psotach, pokazujących jego złośliwość, ale i prezentujących ludowy humor hrabstwa kłodzkiego m.in. Jasiek-Ptasiek dokucza babom, Jasiek-Ptasiek i żołnierska dziewka, Jasiek-Ptasiek nawraca niewierzącego, Jasiek-Ptasiek i kataryniarz, Jasiek-Ptasiek i kobiety koszące trawę.